# Keith Arkell
Keith Charles Arkell (nascido em 8 de janeiro de 1961 em Birmingham) é um Grande Mestre de xadrez inglês. Recebeu o título de Mestre Internacional em 1985, e de Grande Mestre dez anos depois. Foi o campeão do Campeonato de Xadrez Rápido do Reino Unido de 1998, dois anos após atingir seu maior rating ELO, de 2 545.
No início da década de 2000, dividiu o segundo lugar no Campeonato de Xadrez do Reino Unido, dividiu o segundo lugar no Hastings International Chess Congress de 2002-2003, obteve o primeiro lugar no Wroxham Masters de 2002, e obteve o segundo lugar, meio ponto atrás da primeira posição, em Gausdal 2002. Obteve a terceira posição de "jogador do ano" da Federação de Xadrez do Reino Unido em 2002, e segundo em 2003.
Em Foxwoods 2007, obteve a pontuação de 6/9, um ponto atrás do vencedor Alexander Shabalov.
Arkell, com as brancas, prefe as aberturas da Peão da Rainha. Jogando com as pretas, Arkell responde 1.d4 com a Defesa Nimzo-Indiana, e 1.e4 com a Defesa Caro-Kann ou a Defesa Francesa. Quando utilizando a linha Caro-Kann, Arkell é um dos poucos Grandes Mestres que adota regularmente a linha 1.e4 c6 2.d4 d5 3.e5 c5!? A revista New in Chess chamou esta variação de "Linha de Arkell-Khenkin".